# Geschwister-Scholl-Gesamtschule (Göttingen)
Die Geschwister-Scholl-Gesamtschule (GSG) in Göttingen wurde nach den Geschwistern Hans (1918–1943) und Sophie Scholl (1921–1943) benannt. Beide waren Mitglied der Widerstandsgruppe Weiße Rose, die 1942 in München gegründet wurde.
Die GSG ist eine Gesamtschule, die vielfältige Möglichkeiten der Integration und Förderung jedes Schülers bietet.

## Geschichte
Die Geschwister-Scholl-Gesamtschule wurde 1975 als KGS Göttingen-West gegründet. Lehrer aller Lehrämter setzten es sich damals zum Ziel, eine neue Ganztagsschule aus einer bereits vorher bestehenden Haupt- und Realschule zu entwickeln. So wurde die Göttinger Schullandschaft um eine „klassische“ Kooperative Gesamtschule (KGS) erweitert, die sich der Aufgabe stellte, neue Lerninhalte und pädagogische Innovationen miteinander zu verbinden. Tragendes Prinzip der Schule war es damals wie heute, auf Kinder und Jugendliche zuzugehen und sie zu stärken. Nicht die Fehler des einzelnen Charakters sollen gesucht, sondern dessen Stärken gefunden und gefördert werden.
Anfang der 90er Jahre wurden die Schulstruktur und das pädagogische Konzept geändert, es wurden die Grundlagen dafür geschaffen, ein „Haus des Lernens“ entstehen zu lassen, in dem es für Kinder und Jugendliche möglich ist, Erfahrungen auf vielerlei Weise – mit Kopf, Herz und Hand – zu machen. 1993 nannte sich die KGS Göttingen-West in Geschwister-Scholl-Gesamtschule um. Der Name soll lebendige Orientierungshilfe sein und teilt Wichtiges über den demokratischen Geist der Schule mit. Gibt es einen Anlass, wird an einen Schüler der „Geschwister-Scholl-Preis für Zivilcourage“ verliehen.
Nachdem zum Schuljahr 1994 eine gymnasiale Oberstufe eingerichtet wurde, können an der Schule alle Abschlüsse des allgemeinbildenden Schulwesens erworben werden.

## Aufbau und Organisation
Schüler können nach dem Besuch der Grundschule in der GSG angemeldet werden. Möglichkeiten für Schüler und Eltern, die Schule kennenzulernen, gibt es alljährlich beim „Tag der offenen Tür“. In den Jahrgängen 5 und 6 gibt es im Wesentlichen keine äußere Fachleistungsdifferenzierung, aber individualisierenden Unterricht im Klassenverband, das heißt, es wird versucht, Schüler gemäß ihren Lernvoraussetzungen und ihres aktuellen Wissensstandes gezielt zu fördern. Schüler des 6. Jahrganges können mit dem Erlernen einer zweiten Fremdsprache beginnen.
In den Jahrgängen 7 und 8 werden Fachleistungskurse für Hauptschule (H), Realschule (R) und Gymnasium (G) in den Fächern Deutsch, Englisch und Mathematik eingerichtet. Außerhalb dieser Differenzierung wird Wert darauf gelegt, dass die seit der 5. Klasse gewachsenen Klassenverbände erhalten bleiben. Außerdem bietet die Organisation der Schule jederzeit die Möglichkeit, innerhalb der Fachleistungskurse zu wechseln – eine hohe Durchlässigkeit wird dadurch gewährleistet.
In den Jahrgängen 9 und 10 werden Schulzweigklassen mit teilweise schulformübergreifendem Unterricht eingerichtet. Besonders begabte Schüler werden durch gezielte Förderungsmaßnahmen („Überholspur“) gemeinsam auf ein individuelles Überspringen von Klasse 10 nach Klasse 11 vorbereitet, so dass sie das Abitur nach 12 Schuljahren erhalten können.

### Eigenständiges Lernen
„Eigenständiges Lernen“ (EL) findet von Klasse 5 bis Klasse 8 statt. Pro Wochentag ist eine Stunde EL vorgesehen. Im EL-Unterricht ist es den Schülern möglich, eigenverantwortlich und selbständig an ihren Aufgaben zu arbeiten. In der 5. und 6. Klasse bearbeiten die Schüler Aufgaben aus den verschiedenen Fächern und tragen sie in ein Wochenplanheft ein. In den Jahrgängen 7 und 8 werden Aufgaben für zwei- bis vierwöchige Themenarbeiten gestellt. Sie dienen auch der Vertiefung und Erweiterung der Lerntechniken (Referat, Präsentation u. a.).
Die Arbeitsergebnisse werden von Fachlehrern kontrolliert und auch die Schüler selber übernehmen die Kontrolle der Arbeitsergebnisse. Die Präsentationen der Arbeitsergebnisse und Themenarbeiten erfolgen in der Gruppe, der Klasse, auf Jahrgangsversammlungen oder bei anderen Gelegenheiten, z. B. Ausstellungen, sowie beim „Tag der offenen Tür“ etc. Halbjährlich werden FL-Berichte zum Arbeitsverhalten und zu den Lernergebnissen im Freien Lernen erstellt und als Anlage dem Zeugnis hinzugefügt.

### Integrationsklassen
In der Geschwister-Scholl-Gesamtschule werden seit 1994 Schüler mit einem sonderpädagogischen Förderbedarf integrativ unterrichtet. Es gehört dabei zum Selbstverständnis der Schule, Unterricht so zu gestalten, dass alle Schüler, unabhängig von ihren Lernvoraussetzungen, optimal gefördert werden. Um dieser Zielsetzung in den Klassen mit erweiterter Heterogenität (Integrationsklassen) bei Schülern mit besonderen Lernschwierigkeiten gerecht zu werden, müssen Unterrichtsinhalte von Förderschullehrern didaktisch und methodisch so aufbereitet sein, dass am gleichen Unterrichtsthema gearbeitet werden kann und Lernfortschritte möglich sind.

## Besondere Lehr- und Lernangebote

### Lese- und Lernolympiade
Für eine erfolgreiche Schullaufbahn und die sich anschließende Lebensbewältigung in Ausbildung und Beruf ist das Lesen von grundlegender Bedeutung und bedarf besonderer schulischer Förderung.
Die GSG ist eine besonders lesefreundliche Schule. Neben Zeitungs- und Balladenprojekten ist vor allen Dingen die Lese- und Lernolympiade ein tragender Baustein im Bereich der Leseförderung. Gemäß den Grundsätzen „Lesen lernt man durch Lesen“ und „Wer zügig und richtig lesen kann, lernt erfolgreicher“ werden hierbei die Jahrgänge 5 und 6 in besonderer Weise zum Lesen angehalten. Alle Schüler und Schülerinnen dieser Jahrgänge lesen pro Woche eine bestimmte Seitenzahl aus selbst ausgewählten Büchern. Alle Leseleistungen werden in einem Lesepass festgehalten. Für besondere Leistungen und individuelle Verbesserungen in der Leseleistung gibt es Urkunden und Prämien.

### Bläserklassen
Seit einigen Jahren gibt es an der GSG für besonders interessierte Schüler die Möglichkeit, einer besonderen Profilklasse beizutreten und dort das Spielen eines Blasinstruments zu erlernen bzw. zu verbessern. Diese Bläserklassen haben sowohl schulintern als auch schulextern Möglichkeiten, ihr Können unter Beweis zu stellen.

### Europaklasse
Die Europaklasse ist ein besonderes Angebot für Schüler des 5. und 6. Jahrgangs. Gemeinsam nähert sich diese Klasse europäischen Sprachen, aber auch historischen und politischen Sachverhalten an. Jedes Jahr veranstaltet die Klasse ein Europafest und präsentiert dort lebendig einen Auszug aus ihrer Beschäftigung mit anderen Kulturen und Sprachen. „Die Schwerpunktklasse Europa und seine Sprachen – interkulturelles Lernen kann ein kleiner Baustein sein, die Qualität der Kommunikation unter Europäern mit unterschiedlichem sprachlichen und kulturellen Hintergrund zu verbessern“.

### Profilklassen
- Die Forscherklasse (Forte) ist eine besondere Profilklasse, die sich stark auf das experimentell entdeckende Lernen konzentriert.
- Die Kinder in Bewegung (KiB)-Klasse ist eine besondere Profilklasse, in der verschiedenste sportliche Aktivitäten im Vordergrund stehen. Darüber hinaus wird den Schülern deutlich gemacht, dass Sport mehr als nur Bewegung ist – so werden Fragen rund um eine gesunde Lebensweise thematisiert.

### Schülerfirmen
Für Interessierte besteht an der GSG die Möglichkeit, sich an der Arbeit von schulinternen Schülerfirmen zu beteiligen. Auf diesem Wege wird es für Schüler möglich, wirtschaftliche Zusammenhänge und Überlegungen durch die eigene unmittelbare Erfahrung zu verstehen.

## Schulpartnerschaften und andere Kooperationen
Seit dem Schuljahr 1997/98 nimmt die Geschwister-Scholl-Gesamtschule an dem Programm Umweltschule in Europa teil. Sie wurde 1999, 2001, 2003, 2005, 2007 und 2009 als Umweltschule in Europa ausgezeichnet. Außerdem trägt die Schule den Titel Schule ohne Rassismus – Schule mit Courage, sowie „Bewegte Schule“. Neben der lokalen Zusammenarbeit mit anderen Bildungseinrichtungen pflegt die GSG auch Schulpartnerschaften mit ausländischen Schulen, z. B. in Frankreich und Ungarn.